# Babiana lewisiana
Babiana lewisiana är en irisväxtart som beskrevs av Rune Bertil Nordenstam. Babiana lewisiana ingår i släktet Babiana och familjen irisväxter. Inga underarter finns listade i Catalogue of Life.